# 蒋乾麟
蒋乾麟（1954年—），上海市人。汉族。加入中国共产党。南京政治学院政治工作学专业毕业。中国人民解放军空军少将。
曾任总政治部宣传部副部长，中国人民解放军南京政治学院院长。2015年1月22日前，卸任。
2013年，当选第十二届全国人民代表大会解放军代表。